# Tetragnatha
Tetragnatha Latreille, 1804 è un genere di ragni appartenente alla famiglia Tetragnathidae.

## Distribuzione
Le 334 specie note di questo genere sono diffuse in tutti i continenti, tanto da rendere il genere cosmopolita

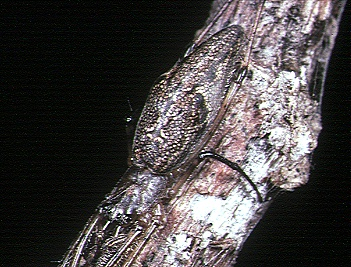
Tetragnatha bituberculata, femmina

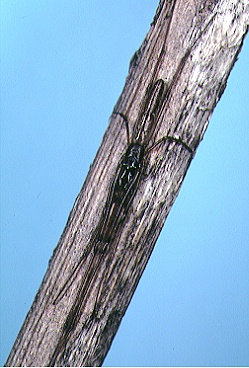
Tetragnatha ceylonica, maschio

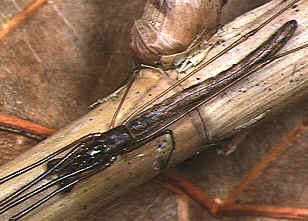
Tetragnatha chauliodus, femmina

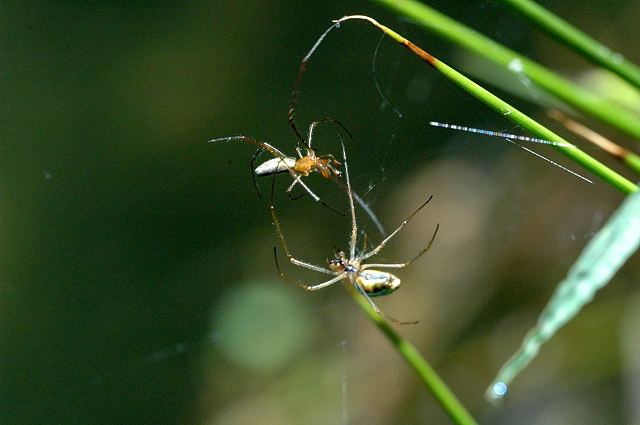
Tetragnatha extensa, coppia

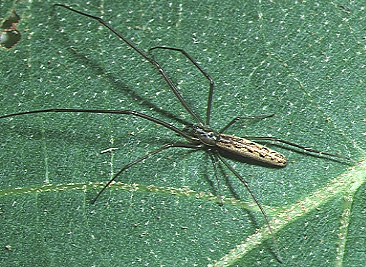
Tetragnatha iriomotensis, femmina

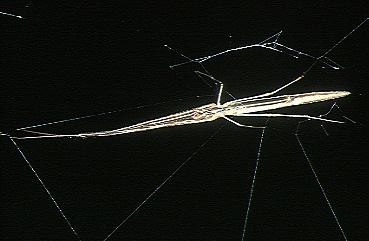
Tetragnatha javana, femmina

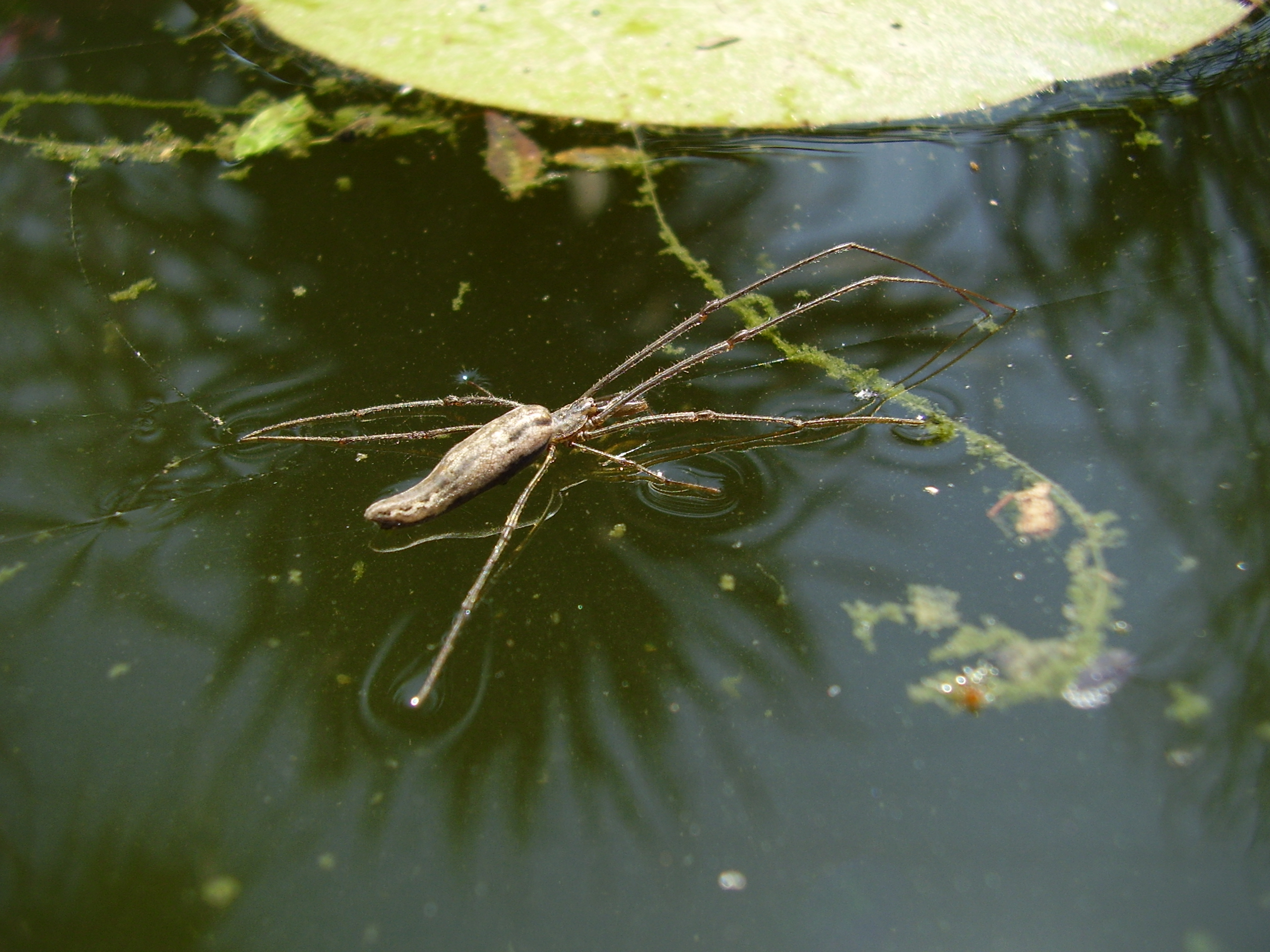
Tetragnatha laboriosa, vista dorsale

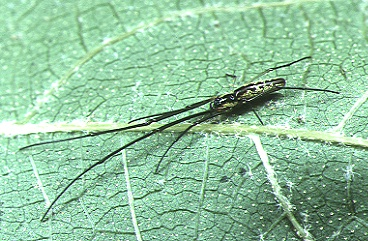
Tetragnatha lauta, femmina

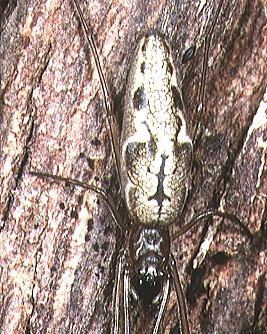
Tetragnatha makiharai, femmina

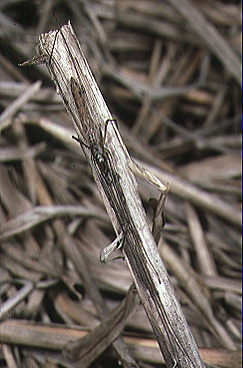
Tetragnatha mandibulata, femmina

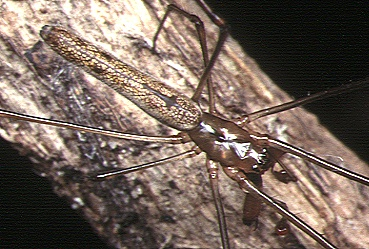
Tetragnatha maxillosa, maschio

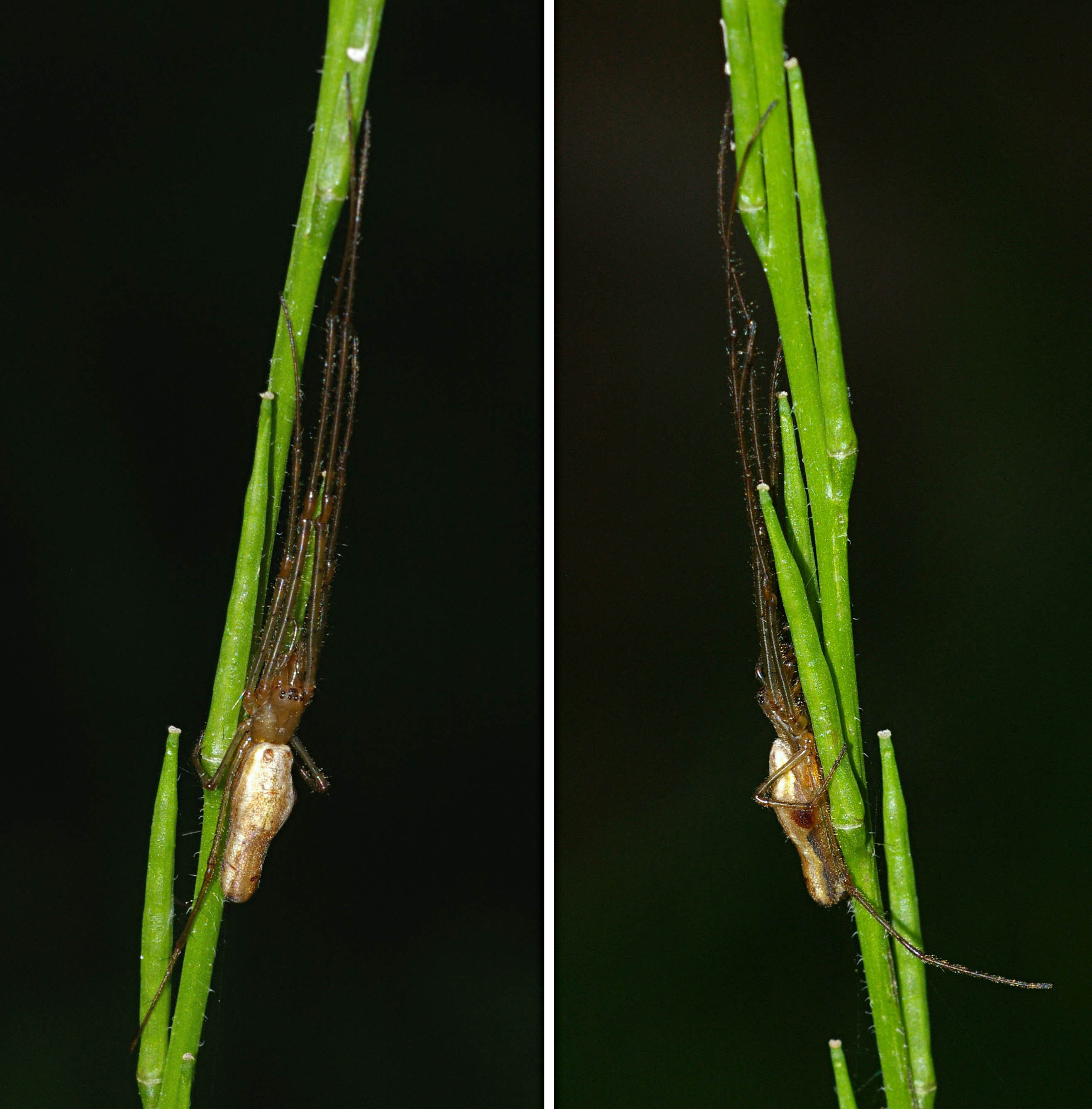
Tetragnatha montana

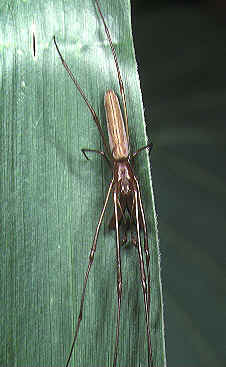
Tetragnatha nitens, maschio

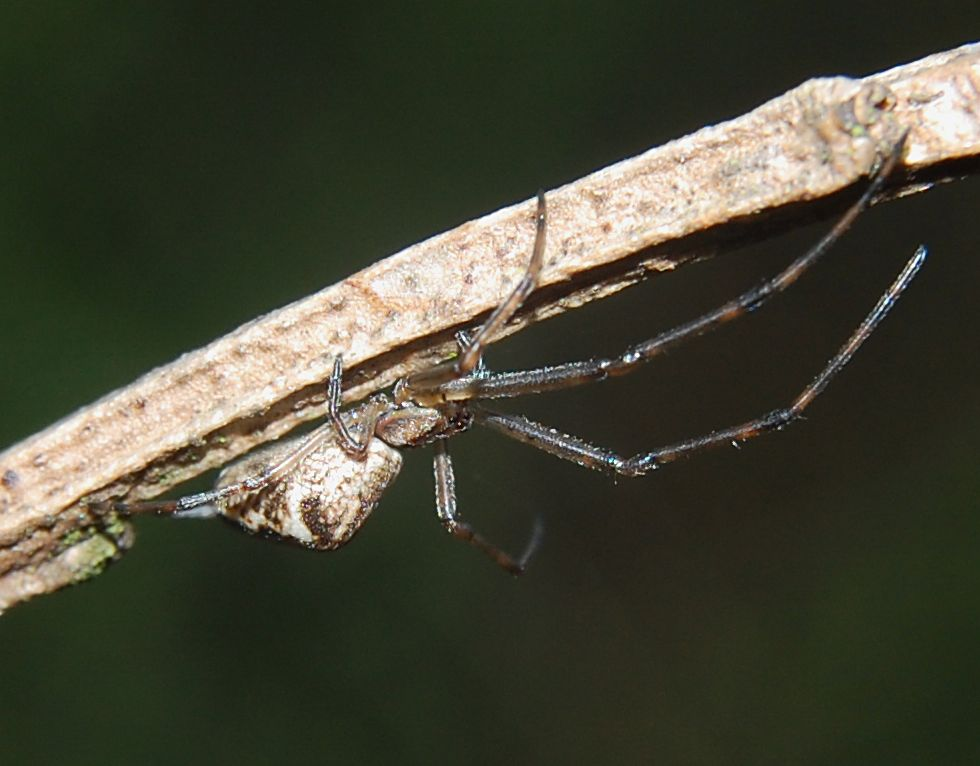
Tetragnatha obtusa

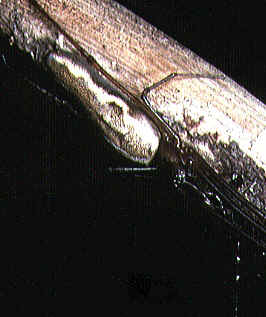
Tetragnatha praedonia, femmina

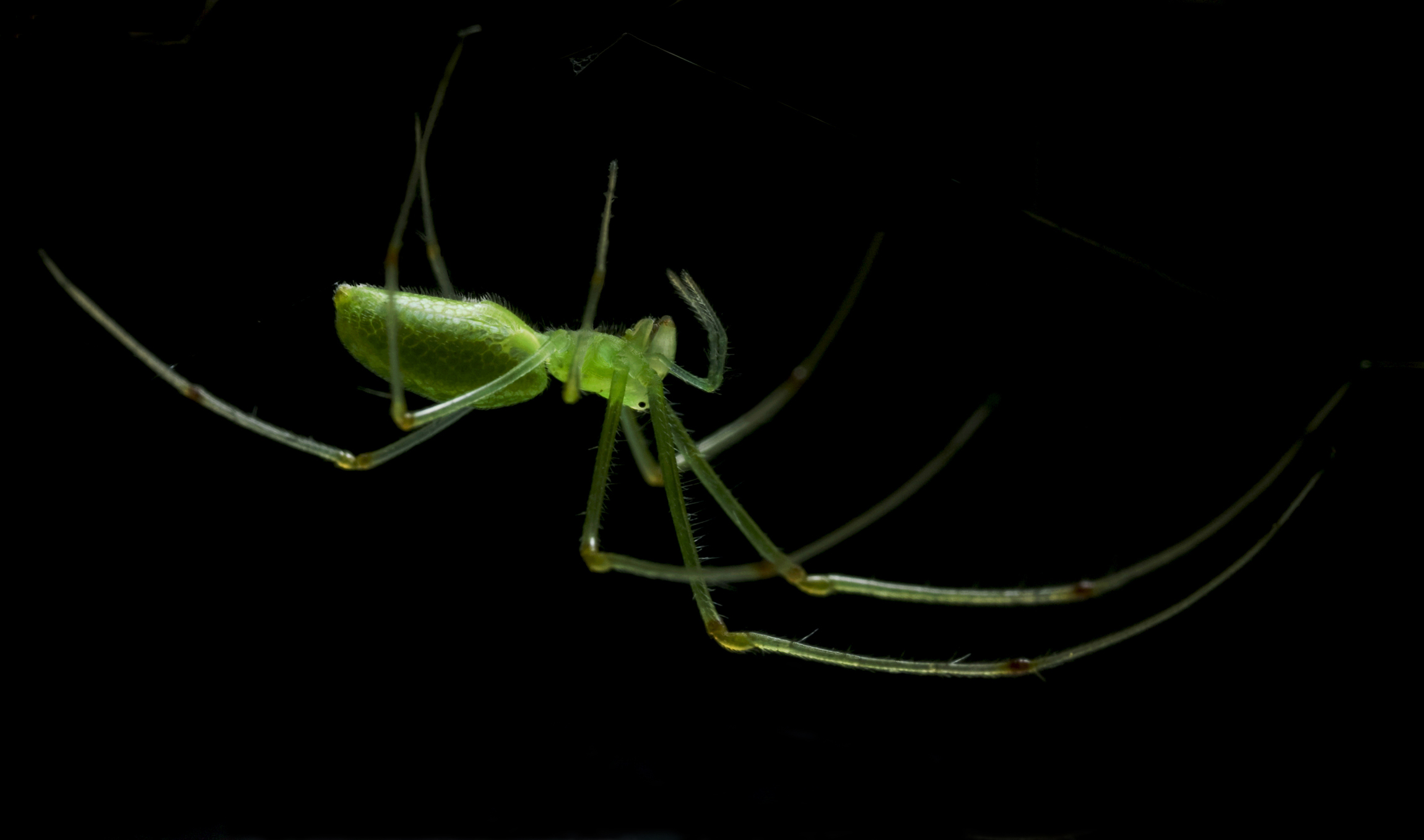
Tetragnatha squamata

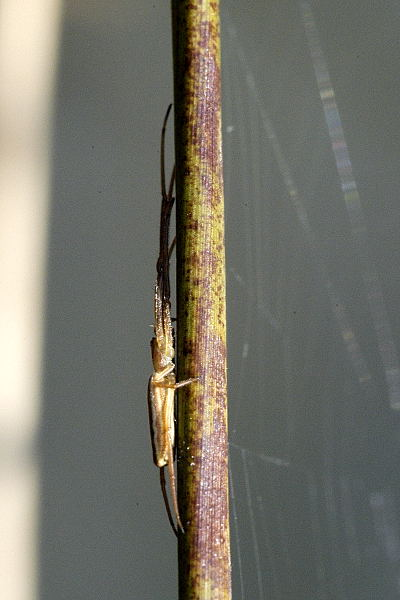
Tetragnatha striata

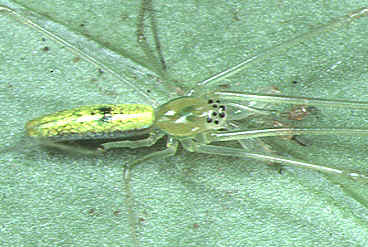
Tetragnatha tanigawai, maschio

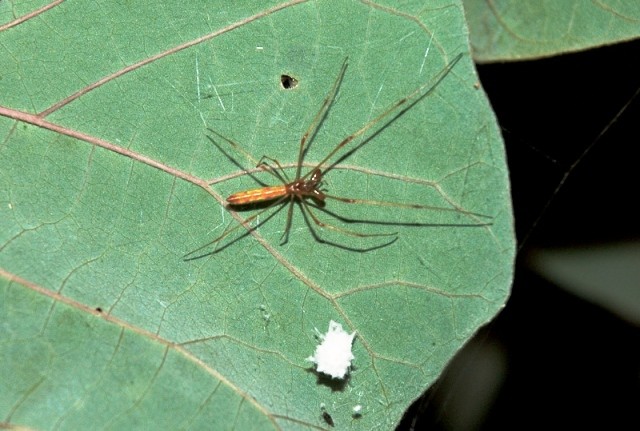
Tetragnatha viridorufa

## Tassonomia
Considerato un sinonimo anteriore di Eucta Simon, 1881 e di Arundognatha Wiehle, 1963a, secondo l'analisi effettuata sugli esemplari della specie tipo Tetragnatha striata L. Koch, 1862, dall'aracnologo Levi in un suo studio (1981a).
È anche sinonimo anteriore di Prionolaema Simon, 1894 a seguito di un lavoro degli aracnologi Dimitrov, Álvarez-Padilla & Hormiga del 2008.
Non sono stati esaminati esemplari di questo genere dal 2012.
Attualmente, a dicembre 2013, si compone di 334 specie e 11 sottospecie:
1. Tetragnatha acuta Gillespie, 1992 — Hawaii
2. Tetragnatha aenea Cantor, 1842 — Cina
3. Tetragnatha aetherea (Simon, 1894) — Venezuela
4. Tetragnatha albida Gillespie, 1994 — Hawaii
5. Tetragnatha americana Simon, 1905 — Cile, Argentina
6. Tetragnatha amoena Okuma, 1987 — Nuova Guinea
7. Tetragnatha anamitica Walckenaer, 1842 — Vietnam
8. Tetragnatha andamanensis Tikader, 1977 — Isole Andamane, Bangladesh
9. Tetragnatha andonea Lawrence, 1927 — Namibia
10. Tetragnatha angolaensis Okuma & Dippenaar-Schoeman, 1988 — Angola
11. Tetragnatha anguilla Thorell, 1877 — Giava, Celebes, Nuova Guinea, Australia
12. Tetragnatha angulata Hogg, 1914 — Australia occidentale
13. Tetragnatha anuenue Gillespie, 2002 — Hawaii
14. Tetragnatha argentinensis Mello-Leitão, 1931 — Argentina
15. Tetragnatha argyroides Mello-Leitão, 1945 — Argentina
16. Tetragnatha armata Karsch, 1891 — Sri Lanka
17. Tetragnatha atriceps Banks, 1898 — Messico
18. Tetragnatha atristernis Strand, 1913 — Africa centrale
19. Tetragnatha australis (Mello-Leitão, 1945) — Argentina
20. Tetragnatha baculiferens Hingston, 1927 — Myanmar
21. Tetragnatha beccarii Caporiacco, 1947 — Guyana
22. Tetragnatha bemalcuei Mello-Leitão, 1939 — Paraguay
23. Tetragnatha bengalensis Walckenaer, 1842 — India
24. Tetragnatha bicolor White, 1841 — Tasmania
25. Tetragnatha bidentata Roewer, 1951 — Cile
26. Tetragnatha biseriata Thorell, 1881 — Nuova Guinea, Nuova Britannia, Arcipelago delle Bismarck, Queensland
27. Tetragnatha bishopi Caporiacco, 1947 — Guyana
28. Tetragnatha bituberculata L. Koch, 1867 — Giappone, Nuova Guinea, Australia
29. Tetragnatha boeleni Chrysanthus, 1975 — Nuova Guinea
30. Tetragnatha bogotensis Keyserling, 1865 — Colombia
31. Tetragnatha boninensis Okuma, 1981 — Giappone
32. Tetragnatha boydi O. P.-Cambridge, 1898 — dal Messico al Brasile, Sardegna, Africa, dalle Isole Seychelles alla Cina
  - Tetragnatha boydi praedator Tullgren, 1910 — Tanzania, Isole Comore
33. Tetragnatha brachychelis Caporiacco, 1947 — Tanzania, Kenya
34. Tetragnatha branda Levi, 1981 — USA
35. Tetragnatha brevignatha Gillespie, 1992 — Hawaii
36. Tetragnatha bryantae Roewer, 1951 — Portorico
37. Tetragnatha caffra (Strand, 1909) — Sudafrica
38. Tetragnatha cambridgei Roewer, 1942 — Messico, America centrale, Portorico
39. Tetragnatha caporiaccoi Platnick, 1993 — Guyana
40. Tetragnatha caudata Emerton, 1884 — America centrale e settentrionale, Cuba, Giamaica
41. Tetragnatha caudicula (Karsch, 1879) — Russia, Cina, Corea, Taiwan, Giappone
42. Tetragnatha caudifera (Keyserling, 1887) — Nuovo Galles del Sud
43. Tetragnatha cavaleriei Schenkel, 1963 — Cina
44. Tetragnatha cephalothoracis Strand, 1906 — Etiopia
45. Tetragnatha ceylonica O. P.-Cambridge, 1869 — Sudafrica, dalle Isole Seychelles alle Filippine, Nuova Britannia, Arcipelago delle Bismarck
46. Tetragnatha chamberlini (Gajbe, 2004) — India
47. Tetragnatha chauliodus (Thorell, 1890) — da Myanmar alla Nuova Guinea, Giappone
48. Tetragnatha cheni Zhu, Song & Zhang, 2003 — Cina
49. Tetragnatha chinensis (Chamberlin, 1924) — Cina
50. Tetragnatha chrysochlora (Audouin, 1826) — Egitto
51. Tetragnatha cladognatha Bertkau, 1880 — Brasile
52. Tetragnatha clavigera Simon, 1887 — Sierra Leone, Costa d'Avorio, Congo
53. Tetragnatha cochinensis Gravely, 1921 — India
54. Tetragnatha coelestis Pocock, 1901 — India
55. Tetragnatha cognata O. P.-Cambridge, 1889 — dal Guatemala a Panama
56. Tetragnatha confraterna Banks, 1909 — Costa Rica, Panama
57. Tetragnatha conica Grube, 1861 — Russia
58. Tetragnatha crassichelata Chrysanthus, 1975 — Nuova Guinea
59. Tetragnatha cuneiventris Simon, 1900 — Hawaii
60. Tetragnatha cylindracea (Keyserling, 1887) — Queensland, Nuovo Galles del Sud
61. Tetragnatha cylindrica Walckenaer, 1842 — Nuova Guinea, Australia, Isole Figi
62. Tetragnatha cylindriformis Lawrence, 1952 — Congo
63. Tetragnatha dearmata Thorell, 1873 — Regione olartica
64. Tetragnatha decipiens Badcock, 1932 — Paraguay
65. Tetragnatha delumbis Thorell, 1891 — Isole Nicobare
66. Tetragnatha demissa L. Koch, 1872 — Sudafrica, Aldabra (Isole Seychelles), dall'Australia alle Isole Tonga
67. Tetragnatha dentatidens Simon, 1907 — Sierra Leone, Congo
68. Tetragnatha desaguni Barrion & Litsinger, 1995 — Filippine
69. Tetragnatha determinata Karsch, 1891 — Sri Lanka
70. Tetragnatha digitata O. P.-Cambridge, 1899 — Messico, Costa Rica
71. Tetragnatha eberhardi Okuma, 1992 — Panama
72. Tetragnatha elongata Walckenaer, 1842 — America centrale e settentrionale, Cuba, Giamaica
  - Tetragnatha elongata debilis Thorell, 1877 — USA
  - Tetragnatha elongata principalis Thorell, 1877 — USA
  - Tetragnatha elongata undulata Thorell, 1877 — USA
73. Tetragnatha elyunquensis Petrunkevitch, 1930 — Giamaica, Portorico
74. Tetragnatha esakii Okuma, 1988 — Taiwan
75. Tetragnatha ethodon Chamberlin & Ivie, 1936 — Panama, Portorico, Barbados
76. Tetragnatha eumorpha Okuma, 1987 — Nuova Guinea
77. Tetragnatha eurychasma Gillespie, 1992 — Hawaii
78. Tetragnatha exigua Chickering, 1957 — Giamaica
79. Tetragnatha exilima (Mello-Leitão, 1943) — Brasile
80. Tetragnatha exquista Saito, 1933 — Giappone
81. Tetragnatha extensa (Linnaeus, 1758)[2] — Regione olartica, Madeira
  - Tetragnatha extensa brachygnatha Thorell, 1873 — Svezia, Russia
  - Tetragnatha extensa maracandica Charitonov, 1951 — Russia, Asia centrale
  - Tetragnatha extensa pulchra Kulczyński, 1891 — Ungheria
82. Tetragnatha fallax Thorell, 1881 — Indonesia
83. Tetragnatha farri Chickering, 1962 — Giamaica
84. Tetragnatha filiciphilia Gillespie, 1992 — Hawaii
85. Tetragnatha filiformata Roewer, 1942 — Guyana
86. Tetragnatha filigastra Mello-Leitão, 1943 — Brasile
87. Tetragnatha filipes Schenkel, 1936 — Cina
88. Tetragnatha filum Simon, 1907 — Congo, Bioko (Golfo di Guinea), São Tomé
89. Tetragnatha flagellans Hasselt, 1882 — Sumatra
90. Tetragnatha flava (Audouin, 1826) — Egitto
91. Tetragnatha flavida Urquhart, 1891 — Nuova Zelanda
92. Tetragnatha fletcheri Gravely, 1921 — India, Bangladesh
93. Tetragnatha foai Simon, 1902 — Africa centrale e orientale
94. Tetragnatha foliferens Hingston, 1927 — Isole Nicobare
95. Tetragnatha foveata Karsch, 1891 — Sri Lanka, Isole Laccadive, Isole Maldive
96. Tetragnatha fragilis Chickering, 1957 — Panama
97. Tetragnatha franganilloi Brignoli, 1983 — Cuba
98. Tetragnatha friedericii Strand, 1913 — Nuova Guinea
99. Tetragnatha gemmata L. Koch, 1872 — Queensland
100. Tetragnatha geniculata Karsch, 1891 — dallo Sri Lanka alla Cina
101. Tetragnatha gertschi Chickering, 1957 — Panama
102. Tetragnatha gibbula Roewer, 1942 — Guiana francese
103. Tetragnatha gongshan Zhao & Peng, 2010 — Cina
104. Tetragnatha gracilis (Bryant, 1923) — USA, Antigua
105. Tetragnatha gracillima (Thorell, 1890) — Sumatra
106. Tetragnatha granti Pocock, 1903 — Socotra
107. Tetragnatha gressitti Okuma, 1988 — Borneo
108. Tetragnatha gressittorum Okuma, 1987 — Nuova Guinea
109. Tetragnatha guatemalensis O. P.-Cambridge, 1889 — America centrale e settentrionale, Cuba, Giamaica
110. Tetragnatha gui Zhu, Song & Zhang, 2003 — Cina
111. Tetragnatha hamata Thorell, 1898 — Myanmar
112. Tetragnatha hasselti Thorell, 1890 — dal Bangladesh alla Cina, Celebes
  - Tetragnatha hasselti birmanica Sherriffs, 1919 — Myanmar
113. Tetragnatha hastula Simon, 1907 — Sierra Leone, Gabon, Isola Principe (Golfo di Guinea)
114. Tetragnatha hawaiensis Simon, 1900 — Hawaii
115. Tetragnatha heongi Barrion & Barrion-Dupo, 2011 — Cina
116. Tetragnatha hirashimai Okuma, 1987 — Nuova Guinea
117. Tetragnatha hiroshii Okuma, 1988 — Taiwan
118. Tetragnatha hulli Caporiacco, 1955 — Venezuela
119. Tetragnatha insularis Okuma, 1987 — Isola Lord Howe
120. Tetragnatha insulata Hogg, 1913 — Isole Falkland
121. Tetragnatha insulicola Okuma, 1987 — Isola Lord Howe
122. Tetragnatha intermedia Kulczyński, 1891 — dal Portogallo alla Turchia, Russia
123. Tetragnatha iriomotensis Okuma, 1991 — Isola Okinawa
124. Tetragnatha irridescens Stoliczka, 1869 — India
125. Tetragnatha isidis (Simon, 1880) — dall'Europa a Sumatra
126. Tetragnatha iwahigensis Barrion & Litsinger, 1995 — Filippine
127. Tetragnatha jaculator Tullgren, 1910 — dall'Africa alla Cina, Nuova Guinea, Barbados, Trinidad
128. Tetragnatha javana (Thorell, 1890) — dall'Africa al Giappone, Filippine, Indonesia
129. Tetragnatha jejuna (Thorell, 1897) — Myanmar
130. Tetragnatha josephi Okuma, 1988 — Singapore
131. Tetragnatha jubensis Pavesi, 1895 — Etiopia
132. Tetragnatha kamakou Gillespie, 1992 — Hawaii
133. Tetragnatha kapua Gillespie, 2003 — Isole Marchesi
134. Tetragnatha kauaiensis Simon, 1900 — Hawaii
135. Tetragnatha kea Gillespie, 1994 — Hawaii
136. Tetragnatha keyserlingi Simon, 1890 — Isole Samoa, Isole Figi, Nuove Ebridi
137. Tetragnatha khanjahani Biswas & Raychaudhuri, 1996 — Bangladesh
138. Tetragnatha kikokiko Gillespie, 2002 — Hawaii
139. Tetragnatha kiwuana Strand, 1913 — Africa centrale
140. Tetragnatha klossi Hogg, 1919 — Sumatra
141. Tetragnatha kochi Thorell, 1895 — Polinesia
142. Tetragnatha kolosvaryi Caporiacco, 1949 — Kenya
143. Tetragnatha kovblyuki Marusik, 2010 — Kazakistan
144. Tetragnatha kukuhaa Gillespie, 2002 — Hawaii
145. Tetragnatha kukuiki Gillespie, 2002 — Hawaii
146. Tetragnatha labialis Nicolet, 1849 — Cile
147. Tetragnatha laboriosa Hentz, 1850 — America centrale e settentrionale
148. Tetragnatha lactescens (Mello-Leitão, 1947) — Brasile
149. Tetragnatha laminalis Strand, 1907 — Africa orientale
150. Tetragnatha lamperti Strand, 1906 — Etiopia
151. Tetragnatha lancinans Kulczyński, 1911 — Nuova Guinea
152. Tetragnatha laqueata L. Koch, 1872 — dal Giappone alle Isole del Pacifico meridionale
153. Tetragnatha latro Tullgren, 1910 — Africa orientale
154. Tetragnatha lauta Yaginuma, 1959 — Hong Kong, Corea, Taiwan, Giappone
155. Tetragnatha lea Bösenberg & Strand, 1906 — Russia, Corea, Giappone
156. Tetragnatha lena Gillespie, 2003 — Hawaii
157. Tetragnatha lepida Rainbow, 1916 — Queensland
158. Tetragnatha levii Okuma, 1992 — Messico
159. Tetragnatha lewisi Chickering, 1962 — Giamaica
160. Tetragnatha limu Gillespie, 2003 — Hawaii
161. Tetragnatha linearis Nicolet, 1849 — Colombia, Cile
162. Tetragnatha lineatula Roewer, 1942 — Malaysia
163. Tetragnatha linyphioides Karsch, 1878 — Mozambico
164. Tetragnatha llavaca Barrion & Litsinger, 1995 — Filippine
165. Tetragnatha longidens Mello-Leitão, 1945 — Argentina, Brasile
166. Tetragnatha luculenta Simon, 1907 — Guinea-Bissau
167. Tetragnatha luteocincta Simon, 1908 — Australia occidentale
168. Tetragnatha mabelae Chickering, 1957 — Panama, Trinidad
169. Tetragnatha macilenta L. Koch, 1872 — dalle Isole Norfolk alle Isole della Società
170. Tetragnatha macracantha Gillespie, 1992 — Hawaii
171. Tetragnatha macrops Simon, 1907 — Isola Principe (Golfo di Guinea)
172. Tetragnatha maeandrata Simon, 1908 — Australia occidentale
173. Tetragnatha major Holmberg, 1876 — Argentina
174. Tetragnatha maka Gillespie, 1994 — Hawaii
175. Tetragnatha makiharai Okuma, 1977 — Russia, Giappone, Isole Ryukyu
176. Tetragnatha mandibulata Walckenaer, 1842 — Africa occidentale, dal Bangladesh alle Filippine, Australia
177. Tetragnatha maralba Roberts, 1983 — Aldabra
178. Tetragnatha margaritata L. Koch, 1872 — Queensland
179. Tetragnatha marginata (Thorell, 1890) — da Myanmar alla Nuova Caledonia
180. Tetragnatha marquesiana Berland, 1935 — Isole Marchesi
181. Tetragnatha martinicensis Dierkens, 2011 — Martinica
182. Tetragnatha mawambina Strand, 1913 — Africa centrale
183. Tetragnatha maxillosa Thorell, 1895 — Sudafrica, dal Bangladesh alle Filippine, Nuove Ebridi
184. Tetragnatha mengsongica Zhu, Song & Zhang, 2003 — Cina
185. Tetragnatha mertoni Strand, 1911 — Isole Aru (Arcipelago delle Molucche)
186. Tetragnatha mexicana Keyserling, 1865 — dal Messico a Panama
187. Tetragnatha micrura Kulczyński, 1911 — Nuova Guinea, Isole Salomone
188. Tetragnatha minitabunda O. P.-Cambridge, 1872 — Siria
189. Tetragnatha modica Kulczyński, 1911 — Nuova Guinea
190. Tetragnatha mohihi Gillespie, 1992 — Hawaii
191. Tetragnatha montana Simon, 1874 — Regione paleartica
  - Tetragnatha montana timorensis Schenkel, 1944 — Timor (Indonesia)
192. Tetragnatha monticola Okuma, 1987 — Nuova Guinea
193. Tetragnatha moua Gillespie, 2003 — Tahiti
194. Tetragnatha moulmeinensis Gravely, 1921 — Myanmar
195. Tetragnatha multipunctata Urquhart, 1891 — Nuova Zelanda
196. Tetragnatha nana Okuma, 1987 — Nuova Guinea
197. Tetragnatha nandan Zhu, Song & Zhang, 2003 — Cina
198. Tetragnatha necatoria Tullgren, 1910 — Africa orientale
199. Tetragnatha nepaeformis Doleschall, 1859 — Giava
200. Tetragnatha nero Butler, 1876 — Rodriguez (Mauritius)
201. Tetragnatha netrix Simon, 1900 — Hawaii
202. Tetragnatha nigricans Dalmas, 1917 — Nuova Zelanda
203. Tetragnatha nigrigularis Simon, 1898 — Isole Seychelles
204. Tetragnatha nigrita Lendl, 1886 — Regione paleartica
205. Tetragnatha niokolona Roewer, 1961 — Senegal
206. Tetragnatha nitens (Audouin, 1826) — zona intertropicale
207. Tetragnatha nitidiuscula Simon, 1907 — Africa occidentale
208. Tetragnatha nitidiventris Simon, 1907 — Guinea-Bissau
209. Tetragnatha notophilla Boeris, 1889 — Perù
210. Tetragnatha noumeensis Berland, 1924 — Nuova Caledonia
211. Tetragnatha novia Simon, 1901 — Malaysia
212. Tetragnatha nubica Denis, 1955 — Niger
213. Tetragnatha obscura Gillespie, 2002 — Hawaii
214. Tetragnatha obscuriceps Caporiacco, 1940 — Etiopia
215. Tetragnatha obtusa C. L. Koch, 1837 — Regione paleartica
  - Tetragnatha obtusa corsica Simon, 1929 — Corsica
216. Tetragnatha oculata Denis, 1955 — Niger
217. Tetragnatha okumae Barrion & Litsinger, 1995 — Filippine
218. Tetragnatha olindana Karsch, 1880 — Polinesia
219. Tetragnatha oomua Gillespie, 2003 — Isole Marchesi
220. Tetragnatha oreobia Okuma, 1987 — Nuova Guinea
221. Tetragnatha orizaba (Banks, 1898) — Messico, Cuba, Giamaica
222. Tetragnatha oubatchensis Berland, 1924 — Nuova Caledonia
223. Tetragnatha palikea Gillespie, 2003 — Hawaii
224. Tetragnatha pallescens F. O. P.-Cambridge, 1903 — America centrale e settentrionale, Indie Occidentali
225. Tetragnatha pallida O. P.-Cambridge, 1889 — Costa Rica, Panama
226. Tetragnatha paludicola Gillespie, 1992 — Hawaii
227. Tetragnatha paludis Caporiacco, 1940 — Etiopia
228. Tetragnatha panopea L. Koch, 1872 — Macronesia, Polinesia, Hawaii
229. Tetragnatha papuana Kulczyński, 1911 — Nuova Guinea
230. Tetragnatha paradisea Pocock, 1901 — India
231. Tetragnatha paradoxa Okuma, 1992 — Costa Rica
232. Tetragnatha paraguayensis (Mello-Leitão, 1939) — Paraguay
233. Tetragnatha parva Badcock, 1932 — Paraguay
234. Tetragnatha parvula Thorell, 1891 — Isole Nicobare
235. Tetragnatha paschae Berland, 1924 — Isola di Pasqua
236. Tetragnatha perkinsi Simon, 1900 — Hawaii
237. Tetragnatha perreirai Gillespie, 1992 — Hawaii
238. Tetragnatha peruviana Taczanowski, 1878 — Perù
239. Tetragnatha petrunkevitchi Caporiacco, 1947 — Guyana
240. Tetragnatha phaeodactyla Kulczyński, 1911 — Nuova Guinea
241. Tetragnatha pilosa Gillespie, 1992 — Hawaii
242. Tetragnatha pinicola L. Koch, 1870 — Regione paleartica
243. Tetragnatha piscatoria Simon, 1897 — Indie Occidentali
244. Tetragnatha planata Karsch, 1891 — Sri Lanka
245. Tetragnatha plena Chamberlin, 1924 — Cina
246. Tetragnatha polychromata Gillespie, 1992 — Hawaii
247. Tetragnatha praedonia L. Koch, 1878 — Russia, Cina, Corea, Taiwan, Giappone
248. Tetragnatha priamus Okuma, 1987 — Isole Salomone
249. Tetragnatha protensa Walckenaer, 1842 — dal Madagascar all'Australia, Nuova Caledonia, Repubblica di Palau (mar delle Filippine)
250. Tetragnatha puella Thorell, 1895 — Myanmar, Sumatra, Nuova Guinea
251. Tetragnatha pulchella Thorell, 1877 — Sumatra, Celebes
252. Tetragnatha punua Gillespie, 2003 — Isole Marchesi
253. Tetragnatha qiuae Zhu, Song & Zhang, 2003 — Cina
254. Tetragnatha quadrinotata Urquhart, 1893 — Tasmania
255. Tetragnatha quasimodo Gillespie, 1992 — Hawaii
256. Tetragnatha quechua Chamberlin, 1916 — Perù
257. Tetragnatha radiata Chrysanthus, 1975 — Nuova Guinea
258. Tetragnatha ramboi Mello-Leitão, 1943 — Brasile
259. Tetragnatha rava Gillespie, 2003 — Tahiti
260. Tetragnatha reimoseri (Rosca, 1939) — Europa centrale e orientale
261. Tetragnatha reni Zhu, Song & Zhang, 2003 — Cina
262. Tetragnatha restricta Simon, 1900 — Hawaii
263. Tetragnatha retinens Chamberlin, 1924 — Cina
264. Tetragnatha rimandoi Barrion, 1998 — Filippine
265. Tetragnatha rimitarae Strand, 1911 — Polinesia
266. Tetragnatha riparia Holmberg, 1876 — Argentina
267. Tetragnatha riveti Berland, 1913 — Ecuador
268. Tetragnatha roeweri Caporiacco, 1949 — Kenya
269. Tetragnatha rossi Chrysanthus, 1975 — Nuova Guinea
270. Tetragnatha rouxi (Berland, 1924) — Nuova Caledonia
271. Tetragnatha rubriventris Doleschall, 1857 — Nuova Guinea, Queensland
272. Tetragnatha scopus Chamberlin, 1916 — Perù
273. Tetragnatha serra Doleschall, 1857 — dalla Thailandia ad Hong Kong, Nuova Guinea
274. Tetragnatha shanghaiensis Strand, 1907 — Cina
275. Tetragnatha shinanoensis Okuma & Chikuni, 1978 — Giappone
276. Tetragnatha shoshone Levi, 1981 — USA, Canada, Europa
277. Tetragnatha sidama Caporiacco, 1940 — Etiopia
278. Tetragnatha signata Okuma, 1987 — Nuova Guinea
279. Tetragnatha similis Nicolet, 1849 — Cile
280. Tetragnatha simintina Roewer, 1961 — Senegal
281. Tetragnatha sinuosa Chickering, 1957 — Panama
282. Tetragnatha sobrina Simon, 1900 — Hawaii
283. Tetragnatha sociella Chamberlin, 1924 — Cina
284. Tetragnatha squamata Karsch, 1879 — Russia, Cina, Corea, Taiwan, Giappone
285. Tetragnatha stelarobusta Gillespie, 1992 — Hawaii
286. Tetragnatha stellarum Chrysanthus, 1975 — Nuova Guinea
287. Tetragnatha sternalis Nicolet, 1849 — Cile
288. Tetragnatha stimulifera Simon, 1907 — Congo
289. Tetragnatha straminea Emerton, 1884 — USA, Canada, Cuba
290. Tetragnatha strandi Lessert, 1915 — Africa orientale e meridionale
  - Tetragnatha strandi melanogaster Schmidt & Krause, 1993 — Isole Comore
291. Tetragnatha streichi Strand, 1907 — Cina
292. Tetragnatha striata L. Koch, 1862 — dall'Europa al Kazakistan
293. Tetragnatha subclavigera Strand, 1907 — Congo
294. Tetragnatha subesakii Zhu, Song & Zhang, 2003 — Cina
295. Tetragnatha subextensa Petrunkevitch, 1930 — Giamaica, Portorico
296. Tetragnatha subsquamata Okuma, 1985 — Tanzania, Sudafrica
297. Tetragnatha suoan Zhu, Song & Zhang, 2003 — Cina
298. Tetragnatha sutherlandi Gravely, 1921 — India
299. Tetragnatha tahuata Gillespie, 2003 — Isole Marchesi
300. Tetragnatha tanigawai Okuma, 1988 — Isole Ryukyu
301. Tetragnatha tantalus Gillespie, 1992 — Hawaii
302. Tetragnatha taylori O. P.-Cambridge, 1890 — Sudafrica
303. Tetragnatha tenera Thorell, 1881 — India, Sri Lanka, Queensland
304. Tetragnatha tenuis O. P.-Cambridge, 1889 — dal Guatemala a Panama
305. Tetragnatha tenuissima O. P.-Cambridge, 1889 — Messico, dalle Indie Occidentali al Brasile
306. Tetragnatha tincochacae Chamberlin, 1916 — Perù
307. Tetragnatha tipula (Simon, 1894) — Africa occidentale
308. Tetragnatha tonkina Simon, 1909 — Vietnam
309. Tetragnatha torrensis Schmidt & Piepho, 1994 — Isole Capo Verde
310. Tetragnatha trichodes Thorell, 1878 — Indonesia
311. Tetragnatha tristani Banks, 1909 — Costa Rica
312. Tetragnatha trituberculata Gillespie, 1992 — Hawaii
313. Tetragnatha tropica O. P.-Cambridge, 1889 — dal Messico a Panama
314. Tetragnatha tuamoaa Gillespie, 2003 — Isole della Società
315. Tetragnatha tullgreni Lessert, 1915 — Africa centrale e orientale
316. Tetragnatha uluhe Gillespie, 2003 — Hawaii
317. Tetragnatha uncifera Simon, 1900 — Hawaii
318. Tetragnatha unicornis Tullgren, 1910 — Africa orientale e meridionale
319. Tetragnatha valida Keyserling, 1887 — Queensland, Nuovo Galles del Sud, Tasmania
320. Tetragnatha vermiformis Emerton, 1884 — dal Canada a Panama, dall'Africa meridionale al Giappone, Filippine
321. Tetragnatha versicolor Walckenaer, 1842 — America centrale e settentrionale, Cuba
322. Tetragnatha virescens Okuma, 1979 — Bangladesh, dallo Sri Lanka all'Indonesia, Filippine
323. Tetragnatha viridis Walckenaer, 1842 — USA, Canada
324. Tetragnatha viridorufa Gravely, 1921 — India
325. Tetragnatha visenda Chickering, 1957 — Giamaica
326. Tetragnatha waikamoi Gillespie, 1992 — Hawaii
327. Tetragnatha yalom Chrysanthus, 1975 — Nuova Guinea, Arcipelago delle Bismarck, Queensland
328. Tetragnatha yesoensis Saito, 1934 — Russia, Cina, Corea, Giappone
329. Tetragnatha yinae Zhao & Peng, 2010 — Cina
330. Tetragnatha yongquiang Zhu, Song & Zhang, 2003 — Cina
331. Tetragnatha zangherii (Caporiacco, 1926) — Italia
332. Tetragnatha zhangfu Zhu, Song & Zhang, 2003 — Cina
333. Tetragnatha zhaoi Zhu, Song & Zhang, 2003 — Cina
334. Tetragnatha zhaoya Zhu, Song & Zhang, 2003 — Cina